# Morille (Salamanca)
Morille ist eine westspanische Kleinstadt und eine Gemeinde (municipio) mit 224 Einwohnern (Stand: 2024) in der Provinz Salamanca in der Region Kastilien und León. Neben dem Hauptort Morille gehören zur Gemeinde die Ortschaften Monte Abajo und La Regañada.

## Lage und Klima
Die ca. 935 m hoch gelegene Gemeinde Morille befindet sich im Süden der altkastilischen Hochebene (meseta). Durch die Gemeinde führt die Via de la Plata.
Die Stadt Salamanca ist knapp 18 Kilometer in nördlicher Richtung entfernt. Das Klima im Winter ist durchaus kühl; die geringen Niederschlagsmengen fallen – mit Ausnahme der nahezu regenlosen Sommermonate – verteilt übers ganze Jahr.

## Bevölkerungsentwicklung
| Jahr      | 1970 | 1981 | 1991 | 2001 | 2011 | 2021 |
| Einwohner | 437  | 220  | 194  | 179  | 263  | 227  |

Das kontinuierliche Bevölkerungswachstum der Gemeinde basiert im Wesentlichen auf dem Zuzug der durch die Mechanisierung der Landwirtschaft und der Aufgabe bäuerlicher Kleinbetriebe arbeitslos gewordenen Landbevölkerung (Landflucht), die günstigen Wohnraum nahe der Großstadt Salamanca suchte.

## Sehenswürdigkeiten
- Salvatorkirche (Iglesia de El Salvador)

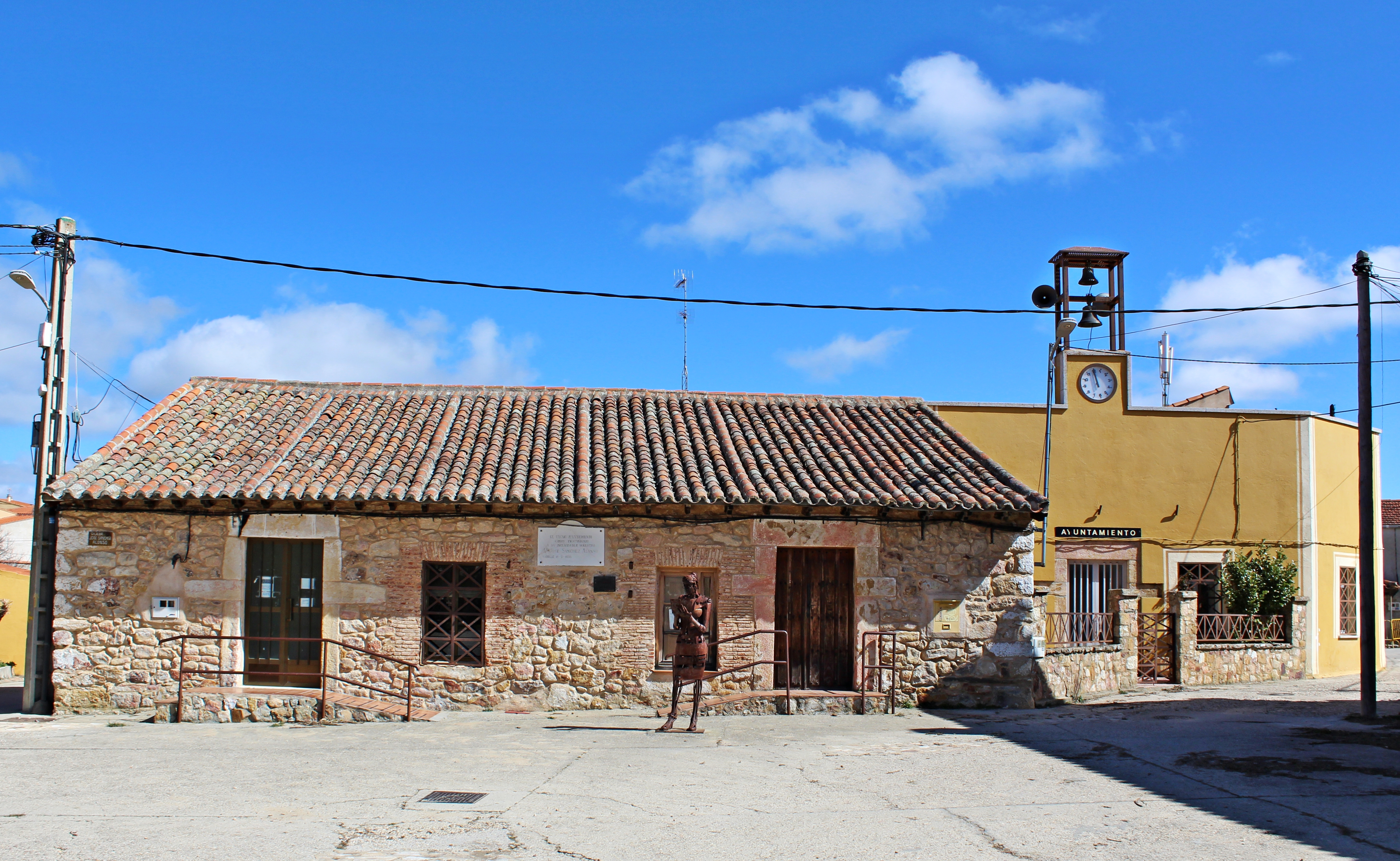
Rathaus